# LaserDisc

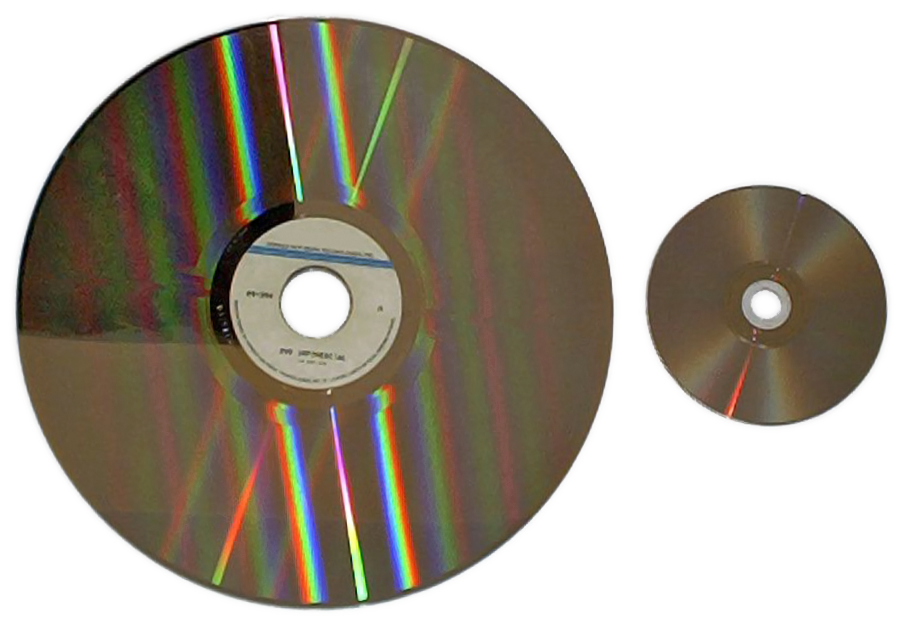
Comparação de escala entre um Laserdisc e um DVD

Laserdisc (LD) é um disco óptico diâmetro de 30 centímetros desenvolvida por David Paul Gregg em 1958 para vídeo doméstico; a primeira forma de armazenamento de disco óptico comercial com substrato transparente, inicialmente licenciado e comercializado como MCA DiscoVision (tou simplesmente “DiscoVision”) nos Estados Unidos em 1978. Ao contrário da maioria dos padrões de disco óptico, o LaserDisc não é totalmente digital e, requer o uso de sinais de vídeo analógicos. Mas seu conceito foi a base para formatos óptico posteriores, como Compact Disc (CD), DVD e Blu-ray (BD).
Embora o formato fosse capaz de oferecer vídeo e áudio de maior qualidade do que seus rivais de consumo, as fitas de vídeo VHS e Betamax, o LaserDisc não foi um formato popular na Europa, na Austrália, na América do Sul e América do Norte, devido aos altos custos dos aparelhos reprodutores, dos títulos do vídeo e, da incapacidade de gravar programas de TV.
No entanto, o formato foi muito mais popular no Japão e nas regiões mais ricas do Sudeste Asiático, como Hong Kong, Singapura e Malásia, e era o meio de locação de vídeo predominante em Hong Kong durante a década de 1990. Sua qualidade superior de vídeo e áudio tornou-o uma escolha popular entre videófilos e entusiastas de filmes durante sua vida útil.

## Histórico
A tecnologia do disco óptico usando substrato transparente, foi desenvolvida por David Paul Gregg em 1958 (e patenteada em 1961 e 1969). Em 1969 a Philips desenvolveu o disco óptico de substrato refletivo, o qual tinha grandes vantagens sobre o substrato transparente. A MCA e a Philips decidiram unir as forças e em 1972 fizeram a primeira demonstração pública do disco óptico de vídeo. O Laserdisc teve sua estréia comercial em 1978, apenas dois anos após o VHS e quase quatro anos antes do primeiro CD, que tem suas bases na tecnologia do Laserdisc.
A parceria das empresas tinha a Philips como fabricante dos reprodutores e a MCA, produtora e distribuidora dos discos, não durou muito. Vários cientistas ligados ao projeto se desligaram das empresas e alguns como Richard Wilkinson, Ray Deakin, e John Winslow se uniram e fundaram a Optical Disc Corporation atual ODC Nimbus, um dos nomes fortes hoje em dia na produção e autoração de discos ópticos em geral.
No final da década de 1990 estimativas indicavam que o Laserdisc estava presente em 2% dos lares norte-americanos e em 10% das residências japonesas. Na Europa e principalmente no Brasil, que nunca teve distribuidores oficiais, o LD sempre foi resumido a nichos e entusiastas da alta tecnologia.
Atualmente o mercado mundial de varejo/retalho substituiu o LD pelo DVD e não há nem reprodutores nem títulos sendo produzidos. Ainda assim o Laserdisc mantem uma certa popularidade entre colecionadores principalmente no Japão, onde o formato foi mais popular.
O primeiro título à venda nos Estados Unidos foi Tubarão de Steven Spielberg em 1978 com a distribuição da MCA DiscoVision.
Os últimos títulos lançados foram A lenda do cavaleiro sem cabeça de Tim Burton e Vivendo no Limite de Martin Scorsese em 2000. No Japão os lançamentos ainda se estenderam até 2001 e seu último título foi o filme asiático Tokyo Raiders.
Os leitores de Laserdisc continuaram a ser produzidos até Janeiro de 2009 pela Pioneer.

## Informações técnicas

### Canhão laser
Os primeiros reprodutores de LD utilizavam válvulas Laser de gás Hélio-Neônio com luz de tonalidade vermelho-alaranjada mas, com a popularização dos CDs, logo eles foram substituídos pelos diodos semicondutores que produziam lasers infravermelhos. Hoje em dia os reprodutores com laser de hélio-neônio são muito raros, tanto pela curta durabilidade deste sistema quanto pela pouca quantidade produzida. Os lasers de hélio-neônio também foram vítimas de técnicos amadores que canibalizavam suas válvulas, esgotando seus estoques de reposição.

### Formatos por velocidade de reprodução
Partindo do princípio que em 1958 algoritmos de compressão digital de áudio e vídeo não eram práticos ou existiam apenas em teoria, o armazenamento do conteúdo multimídia no Laserdisc era analógico e baseado nas velocidades de rotação do disco. Ao fim, três esquemas foram utilizados:
- CAV (Constant Angular Velocity - Velocidade Angular Constante) ou SP (Standard Play - Duração Padrão). Neste modo, a reprodução do Laserdisc permite várias operações singulares como o congelamento perfeito da imagem ou câmera-lenta de passo invertível e variável. Laserdiscs CAV tinham uma velocidade rotacional (RPM) constante e apenas um quadro lido a cada revolução. No total 54.000 quadros individuais ou aproximadamente trinta minutos de áudio e vídeo podiam ser armazenados num dos lados do disco. Outra característica singular dos Laserdiscs CAV era a capacidade de reduzir a interferência das trilhas vizinhas, crosstalk. Como apenas um quadro era lido a cada revolução, o crosstalk das outras trilhas se resumia exatamente ao quadro anterior ou o quadro posterior, ambos semelhantes e, em sua maioria, complementares ao quadro reproduzido. Umas das mais festejadas vantagens do Laserdisc CAV era indexação dos quadros quais podiam ser acessados individualmente por seu número.  Um diferencial de grande interesse aos estudantes de cinema e cinéfilos era poder acessar com precisão cenas com erros de filmagem ou de continuidade entre tantos outros.
- CLV (Constant Linear Velocity - Velocidade Linear Constante) ou EP (Extended Play - Duração Estendida). Os Laserdisc CLV não têm os recursos e truques dos CAV, se resumindo à simples reprodução porém, nos anos 1990, alguns reprodutores mais sofisticados incorporaram buffers digitais permitindo os congelamentos de imagem, avanços e retrocessos de passo variável. Em um bom reprodutor de Laserdiscs, ao CLV frente ao CAV só faltava a indexação dos quadros, por outro lado, aqueles poderiam armazenar até duas horas por disco (uma hora cada lado). Filmes com menos de duas horas de duração podiam ser armazenados em apenas um Laserdisc reduzindo os custos de produção e distribuição, além de alguns reprodutores se encarregarem automaticamente de reproduzir o outro lado do disco evitando o incômodo de ter que levantar para virar o disco. Nos filmes com duração superior a duas horas a maior parte do filme seria armazenada em CLV e o clímax do filme juntamente com os extras, hoje tão comuns nos DVDs, viria num disco CAV.
- CAA (Constant Angular Acceleration - Aceleração Angular Constante). Em meados dos anos 1980 Pioneer Video introduziu o Laserdisc CAA como alternativa menos susceptível ao crosstalk. A reprodução do Laserdisc CAA varia a velocidade de rotação em degraus ao invés de diminuir a velocidade de rotação linearmente (CLV). Com exceção da 3M/Imation todos os outros fabricantes implementaram o esquema de leitura CAA em seus reprodutores; entretanto as vantagens sobre o tradicional Laserdisc CLV eram muito sutis e a atualização do maquinário necessário tornava sua produção muito cara para justificar investimentos altos para um mercado tímido. Apesar da compatibilidade amplamente implementada nos reprodutores, os títulos em CAA praticamente não chegavam às prateleiras. As distribuidoras perceberam que teriam uma qualidade maior a um custo menor lançando versões multi-discos na tradicional CAV. Em 1987 a Pioneer passou a distribuir discos com uma trilha de áudio digital adicional à trilha analógica além de refinar o esquema CAA. O CAA55 foi introduzido neste mesmo ano, com uma capacidade de 55 minutos e cinco segundos por lado do Laserdisc, esta implementação era necessária para resolver questões que surgiam com a introdução do áudio digital. Muitos dos lançamentos entre 1985 e 1987 ainda continham apenas áudio analógico, este artifício era necessário para manter a formatação de apenas um Laserdisc por filme (por ex. De volta para o futuro). A partir de 1987 a Pioneer desenvolveu o CAA60 que permitia novamente que os Laserdiscs armazenassem uma hora de filme por lado. Outras variações do CAAxx também foram desenvolvidas, como o CAA45 (45 minutos por lado) o CAA65 e o CAA70, embora quase nenhum título nessas formatações tenha alcançado o mercado.

Todos estes parâmetros de duração consideram o padrão NTSC americano (30 quadros por segundo), quando armazenados em PAL ou SECAM (25q/s) os Laserdiscs acomodavam 20% mais tempo de multimídia.

### Opções de áudio
Via de regra os Laserdiscs têm a capacidade de oferecer até quatro faixas de áudio, sendo duas analógicas (trilha esquerda e direita de áudio analógico) e duas digitais (trilhas 3 e 4 de dados).
Nos Laserdiscs o áudio podia ser armazenados em vários formatos. Os Laserdiscs NTSC podiam apresentar duas faixas analógicas de áudio além de duas faixas de áudio digital PCM Red Book (44KHz, 16 bits). Os discos em PAL ou SECAM tinham até duas faixas que podiam ser analógicas ou digitais. Uma particularidade na nomenclatura, no Reino Unido se o título continha áudio analógico era conhecido como LaserVision e se continha áudio digital LaserDisc.
O Laserdisc foi a primeira plataforma a disponibilizar o Dolby Digital EX (6.1 canais) com o lançamento japonês Star Wars Episódio I: A Ameaça Fantasma em 1999.
Diferente dos DVDs que armazenam o Dolby Digital em trilhas digitais, os Laserdiscs armazenam o áudio em Dolby Digital analogicamente em FM numa trilha normalmente utilizada para o armazenamento do áudio analógico (canal direito analógico) o que cria uma questão de compatibilidade com os receivers atuais. Para ouvir a trilha em Dolby Digital dos Laserdiscs é preciso que o reprodutor seja equipado com a saída AC-3 RF e um demodulador externo, só então um receiver comum poderá reproduzir o áudio em Dolby Digital. O demodulador era necessário para converter o sinal gravado no disco em 2.88 MHz FM para o sinal digital de 384kbits/s que o receiver podia reconhecer. O áudio em DTS ocupava as trilhas de áudio digital (trilhas 3 e 4 digitais) então bastava que o reprodutor fosse equipado com uma saída digital ótica, atualmente comum nos reprodutores de DVDs, e um receiver decodificador DTS.
Afora as trilhas multicanais com compressão (Dolby Digital e DTS) o áudio digital sem compressão (trilhas 3 e 4 com dados em PCM Red Book) tinha uma altíssima qualidade, mas as trilhas de áudio analógico variavam bastante dependendo do título a ser reproduzido assim como o modelo do aparelho reprodutor. Muitos reprodutores básicos têm péssimos componentes para reprodução das trilhas de áudio analógico. Os primeiros títulos lançados ainda com a alcunha de DiscoVision (por ex. Tubarão) continham apenas trilhas de áudio analógico mas logo com a implementação do áudio digital, a maioria teve relançamentos aproveitando a nova funcionalidade, o mesmo movimento ocorreu com o estéreo multicanais (Dolby Digital e DTS). No final, alguns discos aplicaram CX Noise Reduction à(s) trilha(s) analógica(s) diminuindo o ruído de fundo com consequente aumento na gama dinâmica.
A implementação do DTS e Dolby Digital foi feita de maneira improvisada causando problemas de compatibilidade nos reprodutores e modificando as especificações do formato Laserdisc.
Se o reprodutor não tinha uma saída digital ótica (situação comum nos reprodutores antigos) a melhor opção era o Dolby Digital ou o áudio digital descomprimido, se o título não fornecia nenhuma opção viável (raro nos Laserdiscs masterizados com uma trilha DTS) ainda assim haveria a opção do canal analógico com som mono. Uma situação interessante são os reprodutores das primeiras safras (1978 a 1985) que não tinham a mínima previsão aos formatos digitais. Reproduzir um Laserdisc atual resulta no áudio analógico no canal esquerdo e uma coleção de ruídos incompreensíveis no canal direto (reservado para o áudio digital), se é que vai reproduzir o disco caso ele seja CAAxx.
Num título masterizado com áudio DTS, a trilha digital PCM Red Book não é oferecida e se o aparato necessário para reproduzir a trilha Dolby (saída RF, demodulador e receiver decodificador) também não estiver disponível o melhor que pode-se conseguir é um canal (mono) analógico ou silêncio absoluto. Muitos dos receivers atuais possuem a capacidade para decodificar o Dolby Digital AC-3 e o DTS mas o demulador AC-3 RF é raro tanto nos receivers quanto nos reprodutores.

### Conexões de vídeo
Os reprodutores de Laserdisc fabricados a partir do final dos anos 1980 já traziam as sáidas de vídeo composto (conectores RCA vermelho, branco e amarelo) e S-Video no painel traseiro a qual, quando também disponível no televisor, era preferível à de vídeo composto. Ao usar a conexão de S-Video o reprodutor utilizava seu próprio filtro passa-baixo para separar os sinais de luminância Y e crominância C o que levava a uma qualidade de imagem superior à conseguida pelo vídeo composto. Com o final da fabricação dos reprodutores de Laserdisc, os televisores acabaram por evoluir oferecendo filtros passa-baixo de melhor qualidade do que os dos reprodutores em si. Conclui-se então que, na maioria das vezes, com um televisor moderno é preferível utilizar as conexões de vídeo composto à conexão de S-Video.

## Reprodutores

### ReprodutoresAuto-Reverse
A maioria dos reprodutores necessitava virar o disco ao fim de cada lado no entanto, alguns mais sofisticados, eram capazes de mover o Laser e inverter o sentido de rotação automaticamente, reproduzindo os dois lados do Laserdisc sem necessidade de intervenções por parte do usuário.

### ReprodutoresCombo
Com o lançamento dos DVDs a Pioneer lançou em 1996 seu primeiro reprodutor, que era híbrido, o DVL-9 reproduzia tanto DVDs quanto LDs. Apesar da nova funcionalidade digital (reproduzir DVDs) a reprodução de Laserdiscs não tinha as mesmas funcionalidades e sofisticações que um reprodutor exclusivo como CLD-99 ou HLD-X9. A capacidade de reproduzir tanto os DVDs quanto os LDs deu uma certa sobrevida aos reprodutores de LD, mesmo o mercado norte-americano tendo visto o último lançamento em 1999 (A lenda do cavaleiro sem cabeça) a Pioneer fabricou reprodutores híbridos (LDs e DVDs) até dezembro de 2003. Algumas unidades novas ainda podiam ser adquiridas no final de 2004, porém a Pioneer foi restritiva quanto à garantia estar ligada à data de fabricação e não de venda.
Embora fosse bastante vantajoso ter um reprodutor Combo de LDs e DVDs eles raramente ofereciam os recursos de um reprodutor dedicado.

### Reprodutores Japoneses

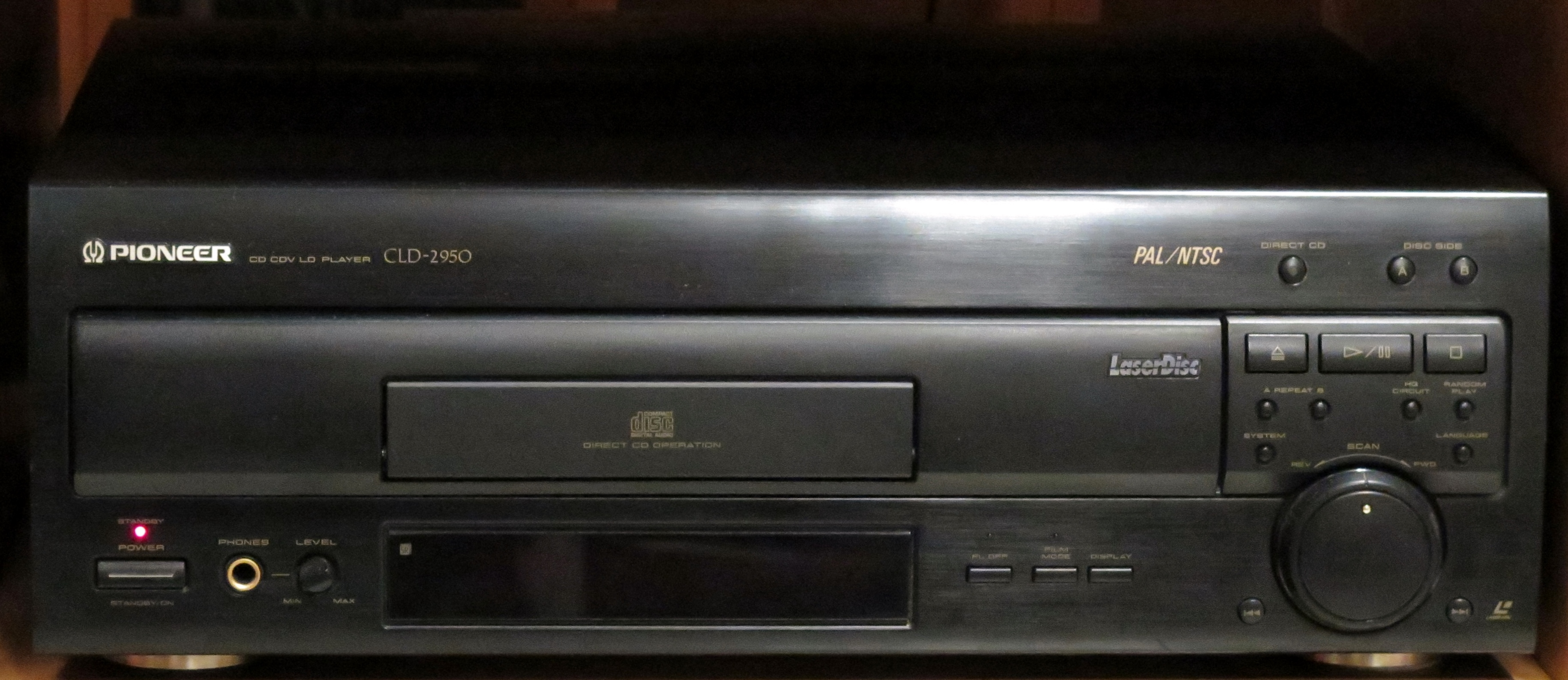
Reprodutor PIONEER CLD-2950

Os reprodutores japoneses, dentre as outras nacionalidades, eram considerados os de melhor qualidade e são encontrados em todo o mundo nas mãos de entusiastas do formato. Alguns produzidos pela Pioneer como os CLD-R7G, LD-S9, HLD-X9 e o HLD-X0 incorporaram funcionalidades que nunca estiveram disponíveis oficialmente nos produzidos para o mercado norte-americano. Os destaques destes reprodutores eram seus filtros passa-baixo que proporcionavam qualidade superior à conexão S-Video disponível nos reprodutores comuns. A qualidade dos filtros é tão boa que até pouco tempo a Mitsubishi utilizava-os nos seus televisores topo de linha.
As funcionalidades dos reprodutores japoneses mais sofisticados não se resumia aos filtros mas iniciava no próprio canhão laser que passou a utilizar laser vermelho. O laser vermelho proporcionava redução significante no crosstalk e aumento na gama dinâmica da imagem comparado aos reprodutores tradicionais com lasers infravermelhos.
O mercado japonês também permitiu reprodutores fora de série com componentes cuidadosamente escolhidos e montados à mão, alguns eram verdadeiros elefantes da eletrônica pesando mais de trinta quilogramas, para os fãs do formato trinta quilos de pura qualidade.

## Laserdisc contra o VHS
O LD nunca competiu diretamente com o VHS. Sendo um formato Premium, conviveu ao lado dos videocassetes por mais de duas décadas.
A guerra dos formatos de vídeo para o consumidor nem sempre deu a vitória para o projeto de maior qualidade ou tecnicamente superior. Nos anos 1970 a briga foi entre o Betamax e o VHS, onde apesar do Betamax entregar o conteúdo multimídia em qualidade superior, o formato VHS dominou o mercado de vídeo doméstico.
O desenho Apenas um Show parodiou em um de seus episódios a disputa Laserdisc x VHS.

### Vantagens
Frente ao VHS o Laserdisc carregava muitas vantagens. Resolução de 420 linhas (NTSC) contra 240 linhas (NTSC); possibilidade de áudio com qualidade de CD incluindo até quatro línguas num mesmo disco; áudio multi-canal; vida útil estimada em mais de cinquenta anos; diferente das fitas magnéticas a reprodução não acarretava desgaste pois não havia contato físico entre o laser e a mídia; o disco ótico é de produção bem mais econômica que a fita magnética utilizada no VHS, estas contém muitas partes móveis que encarecem sua fabricação.

### Desvantagens
Com trinta centímetros de diâmetro o Laserdisc era um tanto desajeitado, difícil de manusear e bem menos robusto que uma fita magnética. Por causa de seu tamanho avantajado necessitava de reprodutores com motores potentes o que trazia ruídos à sua reprodução. Cada lado do disco armazenava pouco mais de uma hora de conteúdo, o que obrigava ao incômodo de "virar o disco" para continuar assistindo ao filme. Mesmo quando o reprodutor Auto-Reverse poupava o usuário da tarefa de virar o disco, ainda assim havia uma grande possibilidade da produção continuar noutro disco, obrigando o usuário a trocar o disco no meio do filme. Provavelmente a maior desvantagem do LD frente ao VHS foi sua incapacidade de ser gravado. Não existiram "gravadores de LD" à venda no mercado.

#### Laser rot
O Laser rot (tradução literal: apodrecimento laser) é uma degradação do substrato refletivo do disco óptico. Embora não seja exclusivo do Laserdisc, este por ser o pioneiro, foi o primeiro a apresentar seus efeitos. A degradação no substrato é notada visualmente com o surgimento de halos escurecidos na superfície reflectiva do disco óptico. Estes halos vão se espalhando de forma irreversível com o passar do tempo até inutilizar completamente o disco. O caso mais famoso de Laser rot foi na edição americana do filme Queima de arquivo (1996) prensado por Sony Digital Audio Disc Corporation U.S. em Indiana.

## Laserdisc contra o DVD
O DVD foi um tanto que uma unanimidade no mercado de vídeo, já na informática, como meio de armazenamento gravável e ré-gravável, temos observado a convivência de suas variações DVD-R/+R/-RW/+RW. O padrão DVD-Video foi rapidamente acolhido pelas grandes produtoras como Universal Pictures, 20th Century Fox e MGM trazendo seus títulos ao novo formato.
Atualmente na demanda por um formato de alta definição, tivemos a conquista do formato Blu-ray, da Sony. O formato HD DVD oficializou sua derrota quando sua criadora Toshiba interrompeu a produção de tocadores de HD DVD em 19 de fevereiro de 2008.

### Vantagens
É difícil determinar vantagens objetivas ao formato Laserdisc em comparação ao DVD. Uma analogia comumente utilizada é a do disco de vinil e o CD. Apesar de ter definição 15% inferior ao DVD, o Laserdisc não utiliza algoritmos de compressão digital de imagem como o padrão MPEG utilizado no DVD. Em teoria o sistema analógico do LD pode oferecer composições de qualidade bem próxima ao DVD e, dependendo do conteúdo, ligeiramente superior; mas, por se tratar de um sinal analógico, a quantidade de fatores envolvidos que podem degradar a sua fidelidade tornam essa vantagem apenas hipotética.

### Desvantagens
Em primeiro lugar suas dimensões. Um DVD tem doze centímetros de diâmetro, um LD tem trinta, sendo o DVD mais leve e portátil; o DVD tem 500 linhas (NTSC) de definição frente as 420 linhas (NTSC) teóricas do LD; o DVD pode prover vídeo progressivo como nos cinemas, perante o obrigatoriamente entrelaçado do LD; o DVD pode conter até oito trilhas de áudio contra apenas quatro do LD; o DVD pode gerar tanto sinais de vídeo componente (YCbCr) quanto um sinal puramente digital HDMI ou DVI, resultando numa imagem de melhor qualidade nos televisores/monitores modernos, frente ao sinal composto vinculado à qualidade de filtros passa-baixo dos televisores ou reprodutores dos Laserdiscs; o padrão DVD-Video pode incluir até 32 opções de legendas num mesmo disco, o padrão Laserdisc nunca incluiu oficialmente as legendas opcionais. Muito se aprendeu na confecção dos discos ópticos, tornando o laser rot raríssimo nos discos produzidos no século XXI.

### Comparação com outros formatos
| Formato por mídia utilizada                         | Resolução em pixels | Resolução em linhas | Gama dinâmica em decibels |
| --------------------------------------------------- | ------------------- | ------------------- | ------------------------- |
| U-matic, Betamax, VHS, Video8                       | 330x480             | 250                 | ~40                       |
| Video CD                                            | 352x240             | 260                 | ~40                       |
| Super Betamax, Betacam (pro)                        | 400x480             | 300                 | 40-50                     |
| Transmissão analógica de 6 MHz                      | 440x480             | 330                 | ~40                       |
| Laserdisc, S-VHS, Hi8                               | 560x480             | 420                 | ~50                       |
| Enhanced Definition Betamax digital                 | 670x480             | 470                 | 50-60                     |
| D-VHS, DVD, miniDV, Digital8, Digital Betacam (pro) | 720x480             | 500                 | ~70                       |
| Widescreen DVD (anamórfico)                         | 854x480             | 520                 | ~70                       |
| D-VHS, HD DVD, Blu-ray, HDV (miniDV)                | 1280x720            | 720                 | ~70                       |
| HDV (miniDV)                                        | 1440x1080           | 810                 | ~70                       |
| D-VHS, HD DVD, Blu-ray, HDCAM SR (pro)              | 1920x1080           | 1080                | 70-80                     |

Valores válidos para o padrão NTSC (norte-americano e japonês) e para o PAL-M (brasileiro), aproximados na casa das dezenas.